# Eislinie
Die Eislinie bzw. Schneelinie beschreibt in einer protoplanetaren Scheibe denjenigen Abstand vom Protostern, an dem die Temperatur einen Wert erreicht, bei dem Wassereis aus dem Gas der Scheibe desublimiert (bei Drücken unter ca. 6 mbar existiert Wasser nicht mehr in flüssiger Form, sondern nur noch als Gas/Dampf oder Eis).
Bei der Planetenentstehung trennt die Eislinie daher den inneren Bereich, in dem Gesteinsplaneten entstehen, vom äußeren Bereich, in dem Gasplaneten auskondensieren können. Jenseits der Eislinie können auch Eismonde oder gleichartig aufgebaute Kleinplaneten entstehen.
Dieser Abstand ist abhängig von
- der Strahlungsintensität des Protosterns
- der Akkretionsrate
- der Opazität der Scheibe
- der Dichte der Scheibe.

Die Temperatur liegt in einem Bereich von 145 bis 170 Kelvin (d. h. ca. −128 bis −103 °C), in Abhängigkeit vom Partialdruck des Wasserdampfes am Ort der Eislinie.